# Končinský potok
Končinský potok är ett vattendrag i Tjeckien. Det ligger i den centrala delen av landet, 130 km öster om huvudstaden Prag.